# Élection présidentielle chypriote de 1998
L’élection présidentielle chypriote de 1998 a eu lieu les 8 et 15 février 1998. Gláfkos Klirídis est réélu président.

## Résultats
| Candidats                | Candidats                | Partis                   | 1er tour | 1er tour | 2d tour | 2d tour |
| Candidats                | Candidats                | Partis                   | Voix     | %        | Voix    | %       |
| ------------------------ | ------------------------ | ------------------------ | -------- | -------- | ------- | ------- |
|                          | Georgios Iakovou         | Indépendant              | 160 918  | 40,61    | 200 222 | 49,18   |
|                          | Gláfkos Klirídis         | DISY                     | 158 763  | 40,06    | 206 879 | 50,82   |
|                          | Vassos Lyssaridis        | EDEK                     | 41 978   | 10,59    |         |         |
|                          | Aléxis Galanós           |                          | 16 003   | 4,04     |         |         |
|                          | Giórgos Vasileíou        |                          | 11 908   | 3,00     |         |         |
|                          | Nicos Koutsou            | NEO                      | 3 625    | 0,91     |         |         |
|                          | Nicos Rolandis           |                          | 3 104    | 0,78     |         |         |
|                          |                          |                          |          |          |         |         |
| Votes valides            | Votes valides            | Votes valides            | 396 299  | 96,66    | 407 101 | 97,53   |
| Votes invalides          | Votes invalides          | Votes invalides          | 8 944    | 2,18     | 4 448   | 1,07    |
| Votes blancs             | Votes blancs             | Votes blancs             | 4 736    | 1,16     | 5 857   | 1,40    |
| Total                    | Total                    | Total                    | 409 979  | 100      | 417 406 | 100     |
| Abstention               | Abstention               | Abstention               | 36 997   | 8,28     | 29 640  | 6,63    |
| Inscrits / participation | Inscrits / participation | Inscrits / participation | 446 976  | 91,72    | 447 046 | 93,37   |